# 船尾座PY
船尾座PY，又名CD-48 3388，HD 66255、SAO 219292、HR 3151，是船尾座的一颗恒星，视星等为6.12，位于銀經263.34，銀緯-9.77，其B1900.0坐标为赤經7h 57m 33.9s，赤緯-48° -9.77′ 44″。